# 金鬚茅
金鬚茅屬（学名：Chrysopogon orientalis）为禾本科金鬚茅屬下的一个种。其种加词“orientalis”意为“东方的”。